# Allahabad (barco)
El Allahabad fue una fragata de vela con casco de hierro y aparejo completo, construido en Liverpool en 1864. Posteriormente se transformó en bricbarca y desapareció en 1886 en un viaje de Escocia a Nueva Zelanda.

## Desaparición
El Allahabad zarpó de Glasgow por última vez el 2 de julio de 1886, con una tripulación de 20 personas y una carga de 1.712 toneladas, de las cuales 1.635 eran de carbón, con destino a Dunedin, Nueva Zelanda. Habiendo sido señalado el 7 de julio frente a la roca Tuskar, fue el 4 de septiembre siguiente, hablado, a unos 29°S 28°O / -29, -28 por el buque South Australian. Desde entonces no se le ha vuelto a ver ni a oír, y nunca llegó a su destino.